# Echoes in a Shallow Bay
Echoes in a Shallow Bay è un EP del gruppo musicale scozzese di rock alternativo Cocteau Twins, pubblicato dall'etichetta 4AD nel novembre 1985.

## Tracce
1. Great Spangled Fritillary – 4:02
2. Melonella – 4:05
3. Pale Clouded White – 4:59
4. Eggs and Their Shells – 3:06

## Gruppo
- Elizabeth Fraser - voce
- Robin Guthrie - chitarra
- Simon Raymonde - basso